# Liste des maires de Montpellier
Pour des articles plus généraux, voir Montpellier et Histoire de Montpellier.
Voici l'ensemble des maires de Montpellier, chef-lieu de l'Hérault (France), ou des personnes qui ont exercé à titre provisoire la fonction de maire, depuis février 1790.

## Historique
Les périodes troublées de l'histoire de France depuis la Révolution française jusqu'aux premières années de la Troisième République se retrouvent à travers le nombre de personnes nommées maire à titre provisoire. Les Cent-Jours provoquent des changements successifs entre les deux maires Granier et Dax d'Axat. Si la révolution de 1830 provoque simplement deux changements de maire, l'année 1848 (lente instauration de la Deuxième République) et la période 1870-1876 (chute du Second Empire, puis débat sur la nature du régime politique entre monarchistes et républicains) multiplient les nominations de maire, en fonction des partis en place à Paris.
Plusieurs de ces maires sont actuellement honorés par des avenues, rues, places et ponts à leur nom dans la ville. Un d'entre eux a marqué la physionomie du centre de Montpellier : à l'instar du baron Haussmann à Paris, Jules Pagézy (1852-1869) qui lança des travaux d'élargissement des rues du vieux Montpellier, dont il reste notamment la rue Foch, atypique par rapport au reste de l'Écusson par sa largeur.

## Liste des maires

### Convention (1792 - 1795)
| No | Portrait | Nom                             | Début du mandat                  | Fin du mandat     | Appartenance politique | Notes |
| --- | -------- | ------------------------------- | -------------------------------- | ----------------- | ---------------------- | --- |
| 1 |          | Jean-Jacques Louis Durand       | 28 février 1790                  | 23 septembre 1793 | Girondin               | Président de la cour des comptes. Le 9 juillet 1793, il est accusé de menées contre-révolutionnaires et est exécuté en pleine période révolutionnaire le 12 janvier 1794. |
| Jusqu'au prairial An VIII (Juin 1800), les maires sont nommés par arrêté du représentant du peuple              |          |                                 |                                  |                   |                        | |
| 2 |          | Jean-Pierre Scipion Gas         | 23 octobre 1793                  |                   |                        | Homme de loi |
| 3 |          | Pierre Montels                  | 21 ventôse an III (11 mars 1795) |                   |                        | Homme de loi |
| L'intérim est assuré par Jean-Baptiste Dupy à partir du 3 mai puis par Pierre Moulinier à partir du 18 mai 1795 |          |                                 |                                  |                   |                        | |
| 4 |          | Jean-Louis-Esprit-Marie Fargeon | 16 juin 1795                     |                   |                        | Négociant |

### Directoire (1795-1799)
| No | Portrait | Nom                   | Début du mandat   | Fin du mandat | Appartenance politique | Notes                                              |
| --- | -------- | --------------------- | ----------------- | ------------- | ---------------------- | -------------------------------------------------- |
| L'intérim est assuré par Antoine Bouquet à partir du 10 novembre 1795 puis par Pierre Mouliner à partir du 27 février 1796 |          |                       |                   |               |                        |                                                    |
| 5 |          | Jean-Antoine Galabert | 25 mars 1797      |               |                        | Négociant                                          |
| 6 |          | Pierre Mouliner       | 16 septembre 1797 |               |                        | Pâtissier                                          |
| 7 |          | Charles-Louis Dumas   | 16 juin 1798      |               |                        | Professeur à la faculté de médecine de Montpellier |
| L'intérim est assuré par Jean-Baptiste Thibal à partir du 14 août 1798                                                     |          |                       |                   |               |                        |                                                    |
| 7 |          | Charles-Louis Dumas   | 17 octobre 1798   |               |                        | Professeur à la faculté de médecine de Montpellier |
| 8 |          | Jean-Pierre Thorel    | 20 avril 1799     |               |                        | Marchand drapier                                   |
| L'intérim est assuré par Joseph Bestieu à partir du 4 juin 1799                                                            |          |                       |                   |               |                        |                                                    |
| 9 |          | André Verdier         | 18 juillet 1799   |               |                        | Ancien négociant                                   |
| L'intérim est assuré par François Mourgues à partir du 11 octobre 1799                                                     |          |                       |                   |               |                        |                                                    |

### Consulat et Premier Empire (1799-1814) puis Premier Empire, Cent Jours (1815)
| No | Portrait | Nom                  | Début du mandat              | Fin du mandat | Appartenance politique | Notes                                                                                              |
| --- | -------- | -------------------- | ---------------------------- | ------------- | ---------------------- | -------------------------------------------------------------------------------------------------- |
| L'intérim est successivement assuré entre 1799 et 1800 par François Mourgues, Jean-Antoine Poitevin du Bousquet et par Michel Nouguier |          |                      |                              |               |                        | |
| Jusqu'en 1884, les maires sont nommés (sauf exceptions signalées)                                                                      |          |                      |                              |               |                        | |
| 10 |          | Pierre-Louis Granier | 6 juin 1800 et 10 avril 1815 | 1814 et 1815  |                        | Négociant et avocat. Mandat de maire de 14 ans. Il a été représentant à la Chambre des Cent-Jours. |

### Restauration (1814-1815) puis Restauration, après les Cent Jours (1815-1830)
| No | Portrait | Nom                                                  | Début du mandat                      | Fin du mandat | Appartenance politique | Notes |
| -- | -------- | ---------------------------------------------------- | ------------------------------------ | ------------- | ---------------------- | --- |
| 11 |          | Jean-Michel Ange Bonaventure de Dax d'Axat (Marquis) | 28 septembre 1814 et 15 juillet 1815 | 1815 et 1830  |                        | Propriétaire, maire par ordonnance royale. Deuxième mandat de 15 ans. il fut à l'origine de la création du musée Fabre. |

### Monarchie de Juillet (1830-1848)
| No | Portrait | Nom                    | Début du mandat  | Fin du mandat | Appartenance politique | Notes                                                  |
| --- | -------- | ---------------------- | ---------------- | ------------- | ---------------------- | ------------------------------------------------------ |
| 12 |          | Louis-Michel Castelnau | 24 août 1830     | 1830          |                        | Négociant                                              |
| 13 |          | Guillaume Zoë Granier  | 22 octobre 1830  | 1831          |                        | Industriel                                             |
| 14 |          | Jean-Julien Guinard    | 21 juillet 1831  | 1832          |                        | Ancien lieutenant-colonel                              |
| 15 |          | Paulin Deshours-Farel  | 24 juillet 1832  | 1833          |                        | Maire par Ordonnance royale. Industriel.               |
| L'intérim est assuré par le conseiller municipal Jean-Salomom Dessalle Possel à partir du 17 avril 1833 |          |                        |                  |               |                        |                                                        |
| 16 |          | Guillaume Zoë Granier  | 16 novembre 1833 | 1844          |                        | Maire par ordonnance royale. Deuxième mandat de 11 ans |
| 17 |          | Jean-Albin Parlier     | 17 janvier 1844  | 1846          |                        | Maire par ordonnance royale.                           |
| 18 |          | Raymond Broussonnet    | 4 novembre 1846  | 1848          |                        | Maire par ordonnance royale.                           |

### Seconde République (1848-1852)
| No | Portrait | Nom                | Début du mandat  | Fin du mandat | Appartenance politique | Notes                                                           |
| --- | -------- | ------------------ | ---------------- | ------------- | ---------------------- | --------------------------------------------------------------- |
| 19 |          | Hoche Saint-Pierre | 25 février 1848  | 1848          |                        | Propriétaire, maire par arrêté de la commission départementale. |
| Du 21 juin 1848 au 28 décembre 1848 plusieurs maires à titre provisoire : Edouard Lafon, Jean Brun, Théodore Hipert, Amédée Estor, François-Marc Vergnes, Pierre Lenthéric. |          |                    |                  |               |                        |                                                                 |
| 20 |          | Léon Chivaud       | 28 décembre 1848 | 1849          |                        | Ancien colonel                                                  |
| L'intérim est assuré par le Premier adjoint, Amédée Estor à partir du 1er mai 1849.                                                                                         |          |                    |                  |               |                        |                                                                 |
| 21 |          | Louis Parmentier   | 21 mai 1849      | 1852          |                        | Propriétaire                                                    |
| L'intérim est assuré par le Premier adjoint, Prosper de Calvière à partir du 8 mars 1852.                                                                                   |          |                    |                  |               |                        |                                                                 |
| 22 |          | Victor de Bonald   | 19 mai 1852      | 1852          |                        | Propriétaire. Maire par décret présidentiel.                    |

### Second Empire (1852-1870)
| No | Portrait | Nom                | Début du mandat   | Fin du mandat   | Appartenance politique | Notes |
| --- | -------- | ------------------ | ----------------- | --------------- | ---------------------- | --- |
| 23 |          | David-Jules Pagézy | 22 septembre 1852 | 16 juillet 1869 |                        | Protestant industriel, président de la Chambre et du Tribunal de commerce de Montpellier de 1830 à 1859.Maire par décret impérial en 1852 (mandat de 17 ans). Sa politique haussmannienne a durablement modifié l'aspect du centre de Montpellier,. |
| L'intérim est assuré par le Premier adjoint, Gustave Ferrier à partir du 17 juillet 1869 puis par le conseiller municipal Joseph Baldy le 19 avril 1870. |          |                    |                   |                 |                        | |

### Troisième République (1870-1940)
| No | Portrait | Nom                  | Début du mandat        | Fin du mandat     | Appartenance politique                            | Notes |
| --- | -------- | -------------------- | ---------------------- | ----------------- | ------------------------------------------------- | --- |
| 24 |          | Edouard Bertrand     | 15 septembre 1870      | 1871              |                                                   | Pasteur et industriel, « Président de la commission municipale » par arrêté préfectoral. |
| L'intérim est assuré par Charles Mion à partir du 19 avril 1871.                                                                                            |          |                      |                        |                   |                                                   | |
| 25 |          | Edouard Bertrand     | 9 mai ou 30 avril 1871 | 15 septembre 1871 |                                                   | Nommé maire. Durant ce mandat il crée la première école laïque communale. Il démissionne, invoquant un dissentiment très sérieux avec la majorité du Conseil municipal.                                                                                            |
| L'intérim est assuré par le Premier adjoint, Léon Coste à partir du 16 septembre 1871.                                                                      |          |                      |                        |                   |                                                   | |
| 26 |          | Frédéric de la Combe | 27 avril 1874          | 1876              |                                                   | Ancien banquier, maire par décret présidentiel |
| 27 |          | Léon Coste           | 18 mai 1876            | 1878              |                                                   | Médecin, maire par décret présidentiel. |
| À partir de 1884, les maires sont élus par le conseil municipal (sauf exceptions signalées)                                                                 |          |                      |                        |                   |                                                   | |
| 28 |          | Alexandre Laissac    | 5 février 1878         | 15 mai 1892       | Républicains modérés (courant de la Libre-pensée) | Maire par décret présidentiel le 5 février 1878[réf. nécessaire], Maire nommé le 27 janvier 1881, élu le 18 mai 1884 et réélu en mai 1888. |
| 29 |          | François Baumel      | 15 mai 1892            | 2 février 1893    |                                                   | Négociant en vins. |
| 30 |          | Ferdinand Castets    | 2 février 1893         | 17 mai 1896       |                                                   | Professeur de la faculté de lettres. |
| 31 |          | Alexandre Laissac    | 17 mai 1896            | 28 mars 1897      | Républicains modérés (courant de la Libre-pensée) | Réélu en 1896. |
| 32 |          | Michel Vernière      | 28 mars 1897           | 5 juin 1901       | Gauche radicale                                   | Industriel, réélu le 20 mai 1900. |
| L'intérim est assuré par le Premier adjoint, Paul Pezet à partir du 5 juin 1901.                                                                            |          |                      |                        |                   |                                                   | |
| 33 |          | Paul Pezet           | 12 juillet 1901        | 15 mai 1904       | Gauche radicale                                   | Médecin, pharmacien. |
| 34 |          | Joseph Briol         | 15 mai 1904            | 17 mai 1908       |                                                   | Avocat |
| 35 |          | Paul Pezet           | 17 mai 1908            | 10 décembre 1919  | Gauche radicale                                   | Médecin, pharmacien. Déjà maire de 1901 à 1904, réélu en 1912. |
| 34 |          | Pierre Chazot        | 10 décembre 1919       | 18 novembre 1920  | ARD                                               | Avoué |
| L'intérim est assuré par l'ancien premier président à la cour d'appel, François Moulenq à partir du 18 novembre 1920. Il est nommé par décret présidentiel. |          |                      |                        |                   |                                                   | |
| 35 |          | Auguste Gibert       | 10 décembre 1920       | 17 mai 1925       | RAD                                               | Représentant de commerce |
| 36 |          | Albert Billod        | 17 mai 1925            | 19 mai 1929       | SFIO                                              | Professeur de lycée |
| 37 |          | Benjamin Milhaud     | 19 mai 1929            | 19 mai 1935       | RAD                                               | Avocat |
| 38 |          | Paul Boulet          | 19 mai 1935            | 20 novembre 1937  | JR (soutien au Front populaire)                   | Professeur de la faculté de médecine. Il doit faire face à d'importantes dissensions au sein du conseil municipal, qui le conduisent à la démission. Il défend pendant cette période l'unité du front populaire, ainsi que son soutien aux républicains espagnols. |
| 39 |          | Jean Zuccarelli      | 20 novembre 1937       | 11 février 1941   | RAD                                               | Avocat |

### Régime de Vichy (1940-1944)
| No | Portrait | Nom          | Début du mandat | Fin du mandat | Appartenance politique | Notes                                                                      |
| -- | -------- | ------------ | --------------- | ------------- | ---------------------- | -------------------------------------------------------------------------- |
| 40 |          | Paul Rimbaud | 11 février 1941 | 23 août 1944  |                        | Nommé par le régime de Vichy. Ancien premier président de la cour d'appel. |

### Gouvernement provisoire (1944-1947) puis Quatrième République (1947-1953)
| No | Portrait | Nom         | Début du mandat | Fin du mandat | Appartenance politique | Notes |
| --- | -------- | ----------- | --------------- | ------------- | ---------------------- | --- |
| L'intérim est assuré par Émile Martin à partir du 23 août 1944. Décision prise par arrêté du commissaire régional de la République |          |             |                 |               |                        | |
| 41 |          | Paul Boulet | 19 mai 1945     | 6 mai 1953    | MRP puis DVG           | Professeur de la faculté de médecine. Déjà élu maire de 1935 à 1937 avec le soutien du Front populaire. En 1950, il est exclu du MRP à cause de son refus du pacte atlantique. Son engagement politique est démocrate chrétien, situé au centre-gauche. |

### Cinquième République (depuis 1959)
| No | Portrait | Nom               | Début du mandat | Fin du mandat  | Appartenance politique | Notes | Résultats électoraux          |
| -- | -------- | ----------------- | --------------- | -------------- | ---------------------- | --- | ----------------------------- |
| 42 |          | Jean Zuccarelli   | 6 mai 1953      | 19 mars 1959   | RAD                    | Avocat. Déjà élu maire de 1937 à 1941. |                               |
| 43 |          | François Delmas   | 19 mars 1959    | 25 mars 1977   | CNI puis RI            | Avocat, réélu en 1965 et 1971. Il gère la croissance démographique et spatiale de la ville, son positionnement politique compatible avec le gouvernement Pompidou puis Giscard (dont il serra ministre) de l'époque permet à la ville de tirer son épingle de Nime et de devenir capitale régional, ainsi que faire venir s'implanter la société IBM. il entreprend la construction du Polygone, il aménage l'esplanade Charles-de-Gaulle en jardin public et construit les premiers parkings souterrains sous le centre-ville. À l'ouest il lance le domaine de La Paillade. Au nord il entreprend la construction du grand pôle hospitalier et universitaire. |                               |
| 44 |          | Georges Frêche    | 25 mars 1977    | 22 avril 2004  | PS                     | Professeur à la faculté de droit, réélu en 1983, 1989, 1995 et 2001. Il crée le quartier Antigone, dessiné par l'architecte Ricardo Bofill, mais aussi de celui du Millénaire, au centre-ville il fait construire le Corum. Les années 1990 voient se construire la piscine olympique, la médiathèque Émile-Zola, la première ligne de tramway, la création du campus Richter. Au cours des années 2000, voient le jour, la zone ludique et commerciale Odysseum, le quartier Nouveau Saint-Roch, la deuxième ligne de tramway, le nouvel hôtel de ville ainsi que le projet campus devant profondément remodeler les quartiers autour des universités des sciences et des lettres. Il démissionne de son poste de maire après 27 ans de mandat, après son élection à la présidence de la région Languedoc-Roussillon. | Élections municipales de 2001 |
| 45 |          | Hélène Mandroux   | 22 avril 2004   | 4 avril 2014   | PS                     | Médecin, nommée en remplacement de Georges Frêche en 2004, réélue en 2008. Première femme maire de Montpellier, elle poursuit les décisions prises par son prédécesseur. Elle est la première maire de France à marier officiellement un couple homosexuel le 29 mai 2013. | Élections municipales de 2008 |
| 46 |          | Philippe Saurel   | 4 avril 2014    | 4 juillet 2020 | DVG (app. LREM)        | Chirurgien dentiste, il se présente face à Jean-Pierre Moure, candidat désigné par le PS et président de l'Agglomération de Montpellier. On lui doit les halles Laissac sous sa forme définitive. A la fin de son mandat, il est critiqué pour son manque d'ambition pour la ville durant son mandat. Il fait partie de l'opposition après 2020. | Élections municipales de 2014 |
| 47 |          | Michaël Delafosse | 4 juillet 2020  | En cours       | PS                     | Professeur certifié d'histoire-géographie. Il entreprend une politique de piétonisation ambitieuse du centre ville et a fait commencer la mise en gratuité des Transports en commun de Montpellier. | Élections municipales de 2020 |